# باك روجرز (لاعب كرة قاعدة)
باك روجرز (بالإنجليزية: Buck Rogers)‏ هو لاعب كرة قاعدة أمريكي، ولد في 5 نوفمبر 1912 في Spring Garden, Virginia ‏ في الولايات المتحدة، وتوفي في 20 فبراير 1999 في وينستون-سالم في الولايات المتحدة.

## وصلات خارجية
- باك روجرز على موقعبيزبول رفرنس.كوم (الدوري الرئيسي) (الإنجليزية)